# Белечица (комуна)
Белечица (рум. Bălăcița) — комуна у повіті Мехедінць в Румунії. До складу комуни входять такі села (дані про населення за 2002 рік):
- Белечица (1486 осіб)
- Гвардініца (1432 особи)
- Добра (637 осіб)

Комуна розташована на відстані 236 км на захід від Бухареста, 46 км на південний схід від Дробета-Турну-Северина, 55 км на захід від Крайови.

## Населення
За даними перепису населення 2002 року у комуні проживали 3555 осіб.
Національний склад населення комуни:
| Національність | Кількість осіб | Відсоток |
| -------------- | -------------- | -------- |
| румуни         | 3317           | 93,3%    |
| цигани         | 238            | 6,7%     |

Рідною мовою назвали:
| Мова      | Кількість осіб | Відсоток |
| --------- | -------------- | -------- |
| румунська | 3465           | 97,5%    |
| циганська | 90             | 2,5%     |

Склад населення комуни за віросповіданням:
| Релігія        | Кількість осіб | Відсоток |
| -------------- | -------------- | -------- |
| православні    | 3535           | 99,4%    |
| баптисти       | 11             | 0,3%     |
| п'ятдесятники  | 5              | 0,1%     |
| греко-католики | 2              | 0,1%     |
| римо-католики  | 1              | < 0,1%   |
| адвентисти     | 1              | < 0,1%   |